# PIGS

PIGS: Португалия, Италия, Греция и Испания
PIIGS: с Ирландией
Great PIIGS или PIIGGS: с Великобританией

PIGS — распространённое пейоративное сокращение, введённое в 2008 году журналистами и финансовыми аналитиками для обозначения четырёх стран — Португалия (P), Италия (I), Греция (G), Испания (S). Сокращение соответствует английскому слову «свиньи» и демонстрирует крайне негативное отношение к финансовой политике этих стран в еврозоне. Эти страны обладают таким крупным государственным долгом, что оказываются на грани банкротства. Самую тяжёлую финансовую ситуацию переживает Греция. Правительства Испании и Португалии считают, что их финансовые ситуации несравнимы с Грецией, так как они принимают решительные меры по экономии для выхода из кризиса.
C 2011 года в печати иногда используется PIIGS, где дополнительная I соответствует Ирландии. В данном случае такими же оскорбительными коннотациями обладает перестановочный акроним GIPSI, читающийся по-английски так же, как и «gipsy» («цыган»).
Также изредка применяют аббревиатуру PIIGGS, подразумевая под вторым G Великобританию (Great Britain).
Термин PIGS связан с угрозой потери стабильности евро по причине кризиса отдельных стран еврозоны; в связи с этим широко обсуждаются различные варианты решения — от финансовой помощи до санкций и даже исключения из валютного союза; обсуждаются также варианты ликвидации евро как единой валюты.